# Kopcie (gromada)
Kopcie – dawna gromada, czyli najmniejsza jednostka podziału terytorialnego Polskiej Rzeczypospolitej Ludowej w latach 1954–1972.
Gromady, z gromadzkimi radami narodowymi (GRN) jako organami władzy najniższego stopnia na wsi, funkcjonowały od reformy reorganizującej administrację wiejską przeprowadzonej jesienią 1954 do momentu ich zniesienia z dniem 1 stycznia 1973, tym samym wypierając organizację gminną w latach 1954–1972.
Gromadę Kopcie z siedzibą GRN w Kopciach utworzono – jako jedną z 8759 gromad – w powiecie węgrowskim w woj. warszawskim, na mocy uchwały nr VI/10/22/54 WRN w Warszawie z dnia 5 października 1954. W skład jednostki weszły obszary dotychczasowych gromad Aleksandrówka, Czarnowąż, Chojeczno-Cesarze, Chojeczno-Sybilaki, Gałki, Kopcie, Słuchocin, Sucha Nowa i Sucha ze zniesionej gminy Grębków oraz obszar dotychczasowej gromady Proszew "A" ze zniesionej gminy Wyszków w tymże powiecie. Dla gromady ustalono 23 członków gromadzkiej rady narodowej.
29 lutego 1956 z gromady Kopcie wyłączono wieś Czarnowąż włączając ją do gromady Kotuń w powiecie siedleckim.
Gromada przetrwała do końca 1972 roku, czyli do kolejnej reformy gminnej.